# Yvonne Strahovski
Yvonne Strahovski (született Strzechowski, Werrington Downs, Új-Dél-Wales,  Ausztrália, 1982. július 30. –) ausztrál színésznő. 
Lengyel bevándorló szülők gyermekeként született Ausztráliában, lengyelül és angolul is beszél. Miután elvégezte a Nyugat-Sydney Egyetemet, három ausztrál televíziós sorozatban játszott. Később az Egyesült Államokba költözött, és elnyerte Sarah Walker szerepét a Chuck, valamint Hannah McKay szerepét a Dexter című amerikai sorozatokban. Filmes karrierjében ausztrál és amerikai alkotások is szerepelnek.

## Életrajz
Sydney külvárosában, Maroubrában született, Yvonne Strzechowski néven. Lengyel szülei Varsóból vándoroltak be Ausztráliába. A Strahovski nevet a Chuck egyik producere, Josh Schwartz kérésére vette fel, a könnyebb kiejtés kedvéért. Strahovski apja elektronikai mérnök, anyja pedig labortechnikus. Yvonne első alakítása a Vízkereszt, vagy amit akartok Violája volt egy iskolai színdarabban. Középiskolai tanulmányait a strathfieldi Santa Sabina College-ban végezte, majd 2003-ban a Nyugat-Sydney Egyetem Nepean színházában szerzett diplomát baccalaureatusi fokozattal a színészi teljesítményéért és jeles tanulmányi eredményeiért.

## Karrierje
Strahovski karrierjét ausztrál televíziós filmszerepekkel kezdte, megfordult egy epizód erejéig a Double the Fist című szatírában, és játszott a Headland című drámasorozatban is. A Channel Nine A parti őrség című sorozatának egy epizódjában szintén látható volt.
Több készülő műsorba is jelentkezett, ilyen volt az NBC 2007-es sorozata a Bionic Woman is. Amíg arra várt, hogy két másik szerepre visszahívják, az interneten keresztül elküldte a meghallgatásokhoz készült felvételeit a Chuck című sorozat készítőinek. Másnap a Chuck producerei felkérték, hogy utazzon Los Angelesbe egy próbafelvételre Zachary Levi-jal. Egy hét múlva a producerek közölték vele, hogy őt választották Sarah Walker szerepére. Hat hónappal később az Egyesült Államokba költözött.
Strahovski folyékonyan beszél lengyelül, ezt használta is amikor lengyelül beszélt a "Chuck Versus the Wookiee" című epizódban az egyik kollégájával, és a "Chuck Versus the Three Words" című epizódban szintén, amikor a történetben visszatért a kollégájának karaktere. Bár a sorozatban amerikai személyt alakít, a "Chuck Versus the Ex" című epizódban rövid ideig az ausztrál akcentusával beszél. A meghallgatásáról készült felvétel megtalálható a Chuck első évadának DVD-extrái között, valamint a YouTube-on is megtekinthető.
Strahovski a Mass Effect 2 és Mass Effect 3 című videójátékokban szintén szerepel, amelyben a Miranda Lawson nevű karaktert róla mintázták, és a hangját is ő kölcsönözte neki.
2009-ben a Maxim magazin a 94. helyre sorolta Strahovskit a "A világ 100 legdögösebb nője 2009-ben" című listáján.

## Magánélete
2007 óta él Los Angelesben, munkái miatt még visszautazik Ausztráliába. Bevallotta, hogy számára a legnehezebb dolog az Egyesült Államokba való költözésben az, hogy a családja és a barátai nélkül kell ott élnie.

## Filmográfia

### Film
| Év   | Magyar cím                     | Eredeti cím                           | Szerep                             | Magyar hang        |
| ---- | ------------------------------ | ------------------------------------- | ---------------------------------- | ------------------ |
| 2007 | Bele a semmibe                 | Gone                                  | Sondra                             |                    |
| 2008 |                                | The Plex                              | Sarah                              |                    |
| 2009 |                                | The Canyon                            | Lori                               |                    |
| 2009 |                                | Persons Of Interest                   | Lara                               |                    |
| 2010 | Lego – Clutch Powers kalandjai | LEGO: The Adventures of Clutch Powers | Peg Mooring (hangja)               | Roatis Andrea      |
| 2010 |                                | I Love You Too                        | Alice                              |                    |
| 2010 |                                | Matching Jack                         | Veronica                           |                    |
| 2011 | Válogatott gyilkosok           | The Killer Elite                      | Anne                               | Major Melinda      |
| 2011 |                                | The Outback                           | Miranda                            |                    |
| 2012 | Szeka-túra                     | The Guilt Trip                        | Jessica                            | Bogdányi Titanilla |
| 2014 | Én, Frankenstein               | I, Frankenstein                       | Terra                              | Peller Mariann     |
| 2015 |                                | Edge                                  | Beth                               |                    |
| 2016 | Batman: Az elfajzott           | Batman: Bad Blood                     | Batwoman / Katherine Kane (hangja) | Bogdányi Titanilla |
| 2016 |                                | Manhattan Nocturne                    | Caroline Crowley                   |                    |
| 2016 | Csak téged látlak              | All I See Is You                      | Karen                              |                    |
| 2018 | Odakint vár                    | He's Out There                        | Laura                              |                    |
| 2018 | Predator – A ragadozó          | The Predator                          | Emily                              | Martinovics Dorina |
| 2019 | Az igazság nyomában            | Angel of mine                         | Claire                             | Mezei Kitty        |
| 2021 | A holnap háborúja              | The Tomorrow War                      | Muri Forester ezredes              | Peller Anna        |
| 2023 |                                | Scrambled                             | Sara                               |                    |

### Televízió
| Év        | Magyar cím                | Eredeti cím                  | Szerep           | Megjegyzések                                           |
| --------- | ------------------------- | ---------------------------- | ---------------- | ------------------------------------------------------ |
| 2004      |                           | Double the Fist              | Suzie            | 1 epizód                                               |
| 2005–2006 |                           | Headland                     | Freya Lewis      | 13 epizód                                              |
| 2007      | A parti őrség             | Sea Patrol                   | Martina Royce    | 1 epizód                                               |
| 2007–2012 | Chuck                     | Chuck                        | Sarah Walker     | 91 epizód                                              |
| 2012–2013 | Dexter                    | Dexter                       | Hannah McKay     | 10 epizód                                              |
| 2017–2025 | A szolgálólány meséje     | The Handmaid's tale          | Mrs. Waterford   | - főszereplő - magyar hangja: - Mezei Kitty            |
| 2018      | Aranyhaj: A sorozat       | Rapunzel's Tangled Adventure | Stalyan (hangja) | 2 epizód                                               |
| 2020      | Bevándorlók Ausztráliában | Stateless                    | Sofie Werner     | 6 epizód                                               |
| 2024      | Teáscsésze                | Teacup                       | Maggie Chenoweth | - főszereplő (8 epizód) - magyar hangja: - Mezei Kitty |

### Videójátékok
| Év   | Cím                | Szerep         | Megjegyzés         |
| ---- | ------------------ | -------------- | ------------------ |
| 2009 | Mass Effect Galaxy | Miranda Lawson | hang és megjelenés |
| 2010 | Mass Effect 2      | Miranda Lawson | hang és megjelenés |
| 2011 | The 3rd Birthday   | Aya Brea       | angol hangja       |
| 2012 | Mass Effect 3      | Miranda Lawson | hang és megjelenés |

## Fordítás
- Ez a szócikk részben vagy egészben  a   Yvonne Strahovski című angol Wikipédia-szócikk ezen változatának fordításán alapul.  Az eredeti cikk szerkesztőit annak laptörténete sorolja fel. Ez a jelzés csupán a megfogalmazás eredetét és a szerzői jogokat jelzi, nem szolgál a cikkben szereplő információk forrásmegjelöléseként.